# Tarutung
Tarutung is een plaats in de provincie Noord-Sumatra in Indonesië. Het Tobameer ligt ten noorden van Tarutung op het op vier na grootste eiland van Indonesië, te weten Sumatra. Het is de hoofdstad van het regentschap Noord-Tapanuli.

## Geboren
- Hal Wichers (1893-1968), schilder
- Jane Wichers (1895-1969), beeldhouwer en medailleur
- Jacob Pesman (1914-2008), medicus, militair arts en psychiater